# Tintinábulo

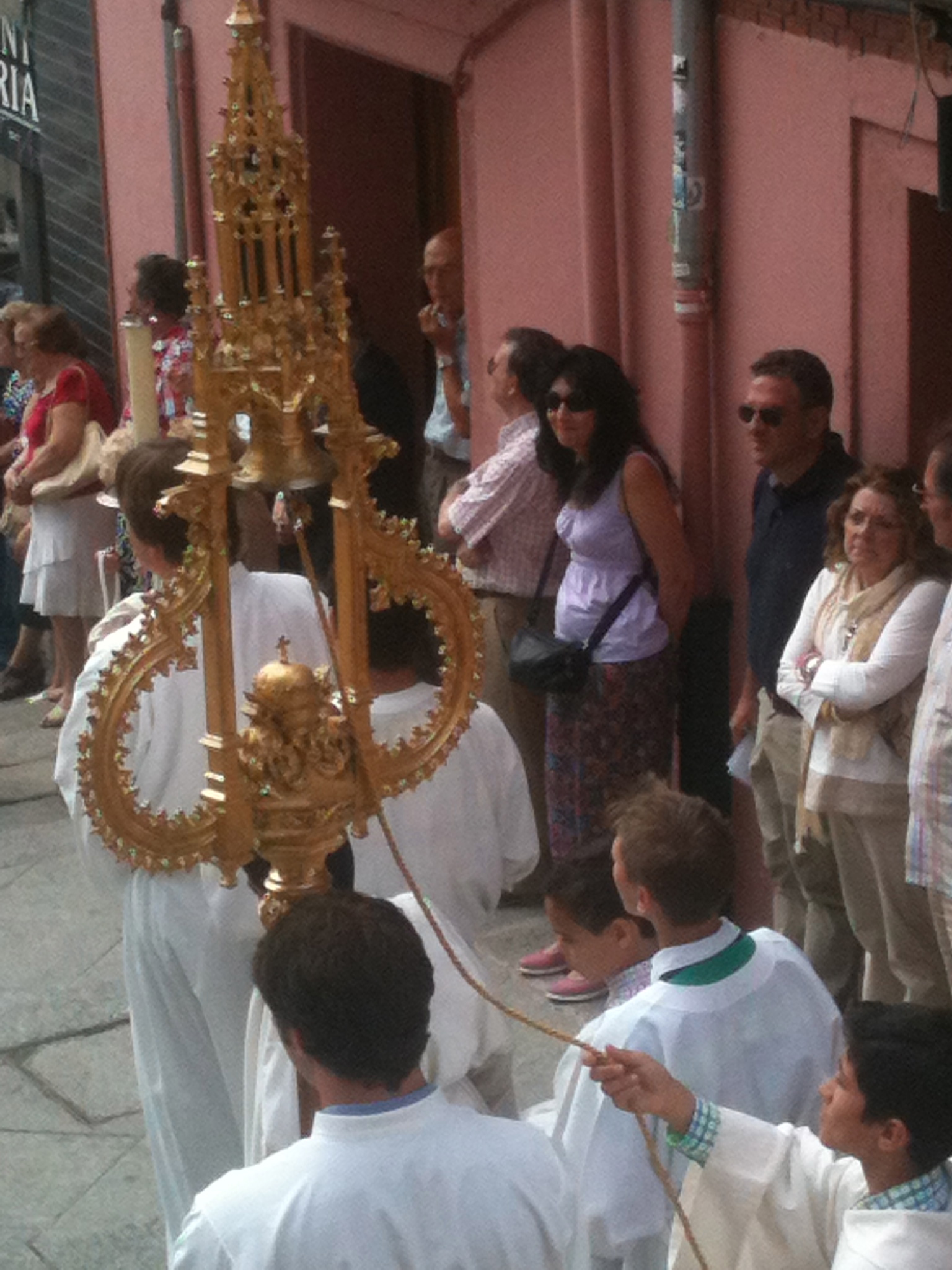
Tintinábulo de la catedral de Burgos que precede a la custodia en la procesión del Corpus Christi (2014).

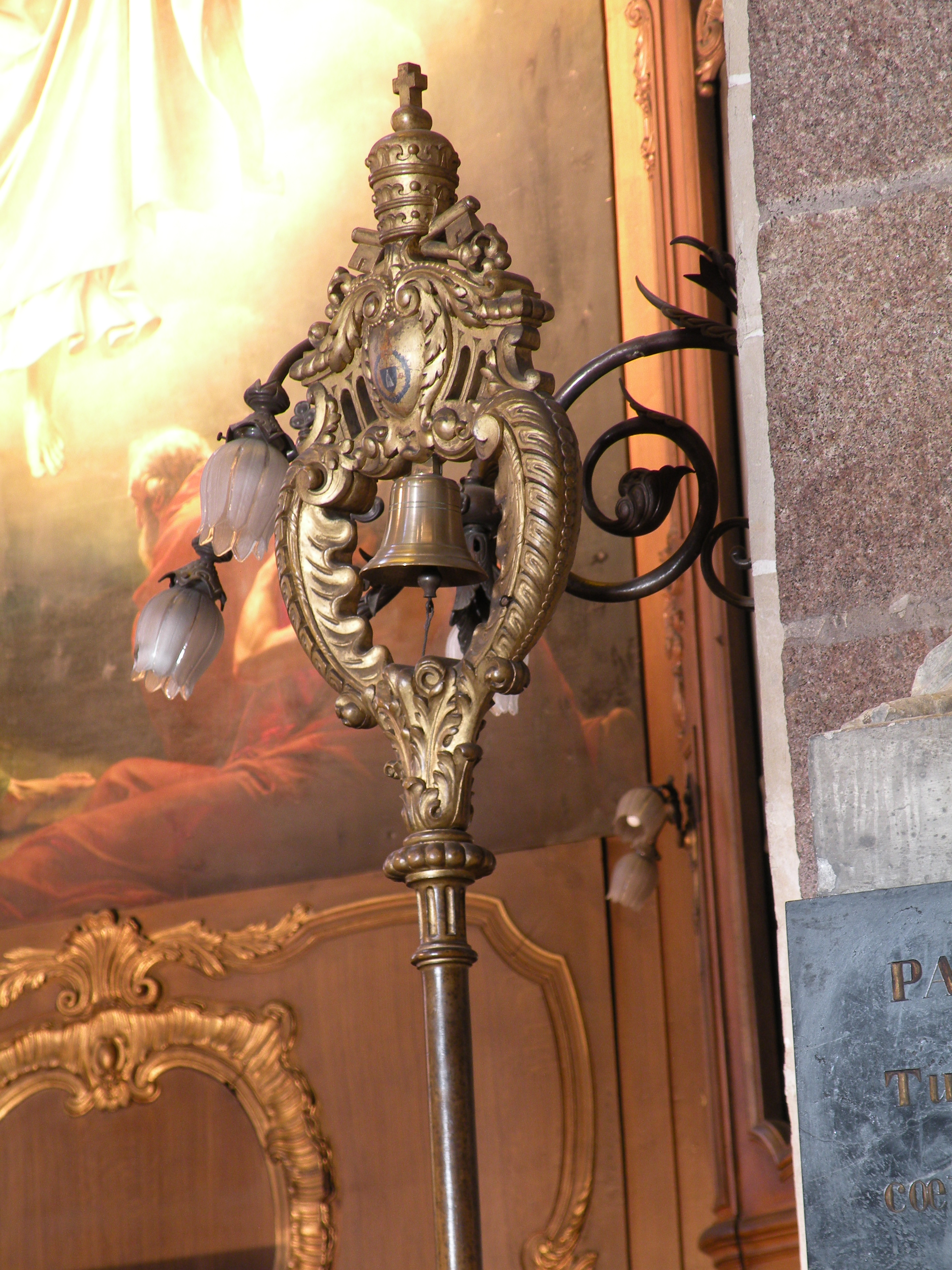
Tintinábulo en la Basilique Saint-Sauveur de Rennes.

Un tintinábulo (del latín tintinnabulum, campanilla) es una insignia que la Santa Sede concede a aquellas iglesias a las que eleva a la dignidad de basílica, consistente en un pequeño campanario que figura en la procesión del Corpus Christi y otras solemnidades. Junto con el conopeo, se sitúa en el altar mayor como símbolo de la dignidad papal y muestra de la unión con el romano pontífice.
El tintinábulo consta de un estandarte con la imagen del santo titular que remata en la parte superior en una campanilla y coronada por la tiara papal y las llaves de san Pedro. Algunas cofradías de Semana Santa residentes en basílicas también llevan tintinábulos con los escudos propios de la hermandad en lugar de la imagen del santo. Hoy en día, la normativa vigente sobre las basílicas no se pronuncia en ningún momento sobre el derecho a utilizar el canopeo y el tintinábulo, ya que actualmente no existen litúrgicamente.

## Historia
En la Edad Media, el tintinábulo tenía la función práctica de anunciar al pueblo de Roma la proximidad del papa durante las procesiones.